# نورا يونغ
نورا يونغ هي دراجة كندية، ولدت في 8 سبتمبر 1917 في ميدلزبرة في المملكة المتحدة، وتوفيت في 26 مارس 2016 في Bowmanville ‏ في كندا.